# Parlamentswahl in der Republik Zypern 2001
- AKEL: 20
- DISY: 19
- DIKO: 9
- EDEK: 4
- NEO: 1
- EDI: 1
- ADIK: 1
- KOP: 1

Die Parlamentswahl in der Republik Zypern 2001 zum Repräsentantenhaus fand am 27. Mai 2001 statt.

## Sitzverteilung
Im Folgenden die Änderung der Sitzverteilung aufgrund der Wahl 2001:
| Abkürzung | Griechischer Name                  | Deutscher Name                            | Ausrichtung                                | Sitze 1996 | Sitze 2001 |
| --------- | ---------------------------------- | ----------------------------------------- | ------------------------------------------ | ---------- | ---------- |
| AKEL      | Anorthotiko Komma Ergazomenou Laou | Fortschrittspartei des werktätigen Volkes | kommunistisch                              | 19         | 20         |
| DISY      | Dimokratikos Synagermos            | Demokratische Sammlung                    | konservativ, christdemokratisch            | 20         | 19         |
| DIKO      | Dimokratiko Komma                  | Demokratische Partei                      | liberal, nationalistisch                   | 10         | 09         |
| EDEK      | Kinima Sosialdimokraton            | Bewegung der Sozialdemokraten             | sozialdemokratisch, nationalistisch        | 05         | 04         |
| NEO       | Nei Orizontes                      | Neue Horizonte                            | konservativ, nationalistisch               | 0          | 1          |
| EDI       | Enomeni Dimokrates                 | Vereinigte Demokraten                     | liberal                                    | 02         | 01         |
| ADIK      | Agonistiko Dimokratiko Kinima      | Kampf gegen die demokratische Bewegung    | konservativ, zentristisch, nationalistisch | –          | 1          |
| KOP       | Kinima Oikologon Perivallontiston  | Ökologie und Umwelt Bewegung              | grün, nationalistisch                      | 0          | 01         |

## Gesamtergebnis
| Partei                 | Partei                                                                         | Stimmen | %      | ±     | Sitze | ±  |
|                        | Anorthotiko Komma Ergazomenou Laou (Fortschrittspartei des werktätigen Volkes) | 142.648 | 34,71  | +1,71 | 20    | +1 |
|                        | Dimokratikos Synagermos (Demokratische Sammlung)                               | 139.721 | 34,00  | −0,47 | 19    | −1 |
|                        | Dimokratiko Komma (Demokratische Partei)                                       | 60.986  | 14,84  | −1,59 | 9     | −1 |
|                        | Kinima Sosialdimokraton (Sozialdemokratische Bewegung)                         | 26.767  | 6,51   | −1,62 | 4     | −1 |
|                        | Nei Orizontes (Neue Horizonte)                                                 | 12.333  | 3,00   | +1,29 | 1     | +1 |
|                        | Enomeni Dimokrates (Vereinigte Demokraten)                                     | 10.635  | 2,59   | −1,1  | 1     | −1 |
|                        | Agonistiko Dimokratiko Kinima (Kämpferische Demokratische Bewegung)            | 8.860   | 2,16   | neu   | 1     | +1 |
|                        | Kinima Oikologon Perivallontiston (Ökologie und Umwelt Bewegung)               | 8.129   | 1,98   | +0,98 | 1     | +1 |
|                        | Unabhängige                                                                    | 908     | 0,22   | +0,09 | 0     | ±0 |
| Gültige Stimmen        | Gültige Stimmen                                                                | 410.987 | 100.00 | –     | 56    | 0  |
| Ungültige Stimmen      | Ungültige Stimmen                                                              | 10.188  | 2,42   | –     | –     | –  |
| Abgestimmt/Beteiligung | Abgestimmt/Beteiligung                                                         | 421.175 | 90,08  | –     | –     | –  |
| Nichtteilnahme an Wahl | Nichtteilnahme an Wahl                                                         | 46.368  | 9,92   | –     | –     | –  |
| Registrierte Wähler    | Registrierte Wähler                                                            | 467.543 | –      | –     | –     | –  |